# Humani generis

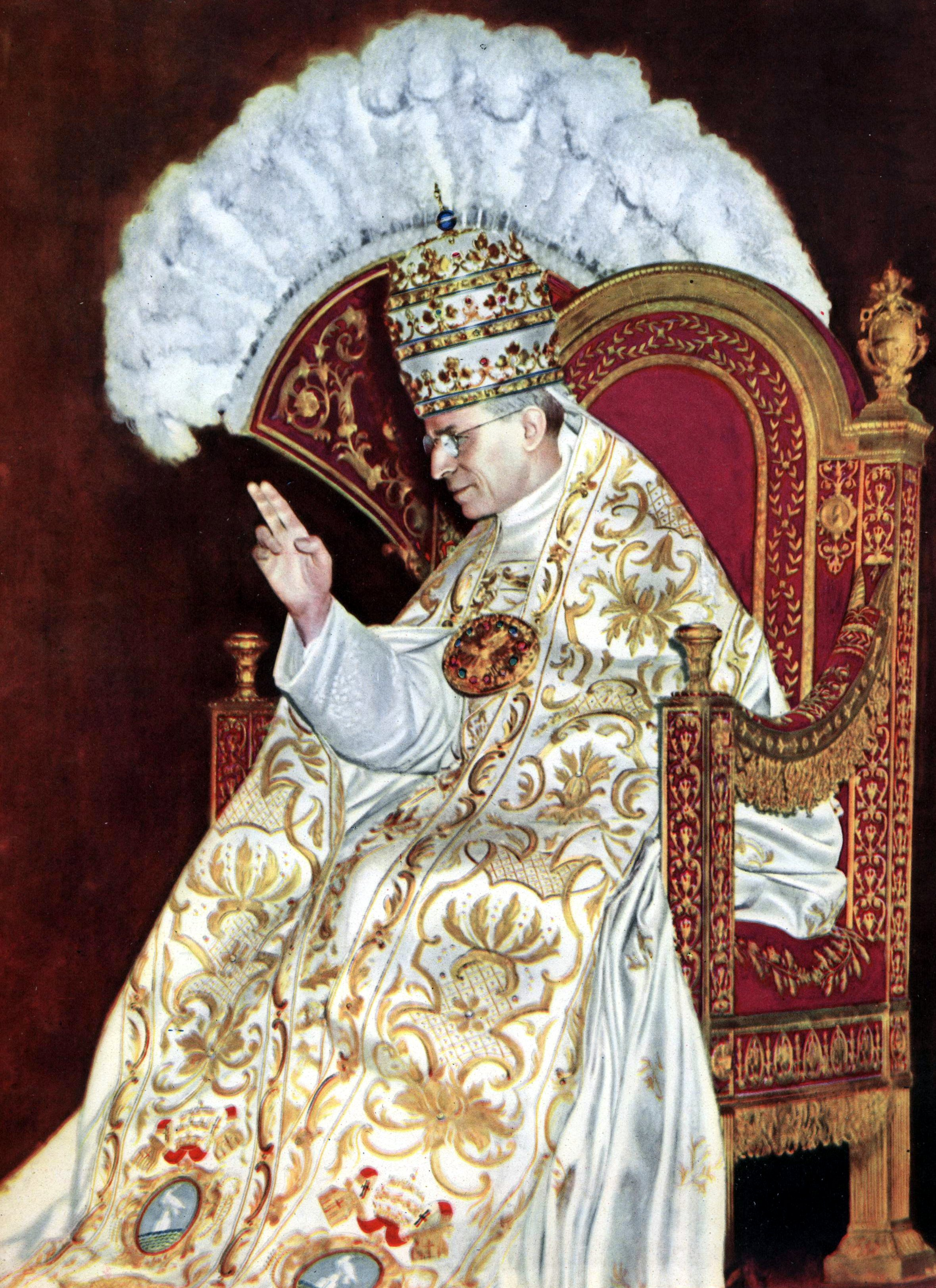
Pius XII

Humani Generis (z łac. Rodzaj ludzki) – encyklika papieża Piusa XII z 1950 roku O pewnych fałszywych poglądach, zagrażających podstawom nauki katolickiej.
Encyklikę uznano za wyraz troski o tradycję Kościoła. Pojawiały się jednak głosy krytyki w związku z zakazem głoszenia tzw. poligenizmu.

## Treść encykliki
Powstanie encykliki wiąże się z rozpowszechnionymi w Niemczech i we Francji w I połowie XX wieku prądach filozoficzno-społecznych sprzecznych z naukami Kościoła katolickiego.
Papież wskazał nurty teologiczne uznawane za błędne. Skrytykował poglądy, które w jego ocenie prowadzą do relatywizmu. Odrzucił podważanie scholastyki i metafizyki. Za zagrożenia uznał egzystencjalizm, pragmatyzm, ewolucjonizm i poligenizm oraz historycyzm. Papież chciał również zachęcić do badań nad Pismem Świętym i wierności tradycji Kościoła katolickiego. Zdefiniował relację między wiarą a rozumem.

## Przeciw poligenizmowi
Pozwalając uczonym katolickim dyskutować m.in. nad tym, „czy ciało pierwszego człowieka powstało z istniejącej poprzednio, żywej materii” - o ile pamiętają o tym, że „dusze stwarzane są bezpośrednio przez Boga” - Pius XII zakazywał nie tylko głoszenia, ale nawet dyskutowania nad hipotezą tzw. poligenizmu:
Nie wolno (...) wiernym Chrystusowym trzymać się takiej teorii, w myśl której przyjąć by trzeba albo to, że po Adamie żyli na ziemi prawdziwi ludzie nie pochodzący od niego, drogą naturalnego rodzenia, jako od wspólnego wszystkim przodka, albo to, że nazwa „Adam” nie oznacza jednostkowego człowieka ale jakąś nieokreśloną wielość praojców. Już zaś zupełnie nie widać jakby można było podobne zdanie pogodzić z tym, co źródła objawionej prawdy i orzeczenia kościelnego Nauczycielstwa stwierdzają o grzechu pierworodnym, jako pochodzącym z rzeczywistego upadku jednego Adama i udzielającym się przez rodzenie wszystkim ludziom, tak iż staje się on grzechem własnym każdego z nich [§ 30].